# Tasgia

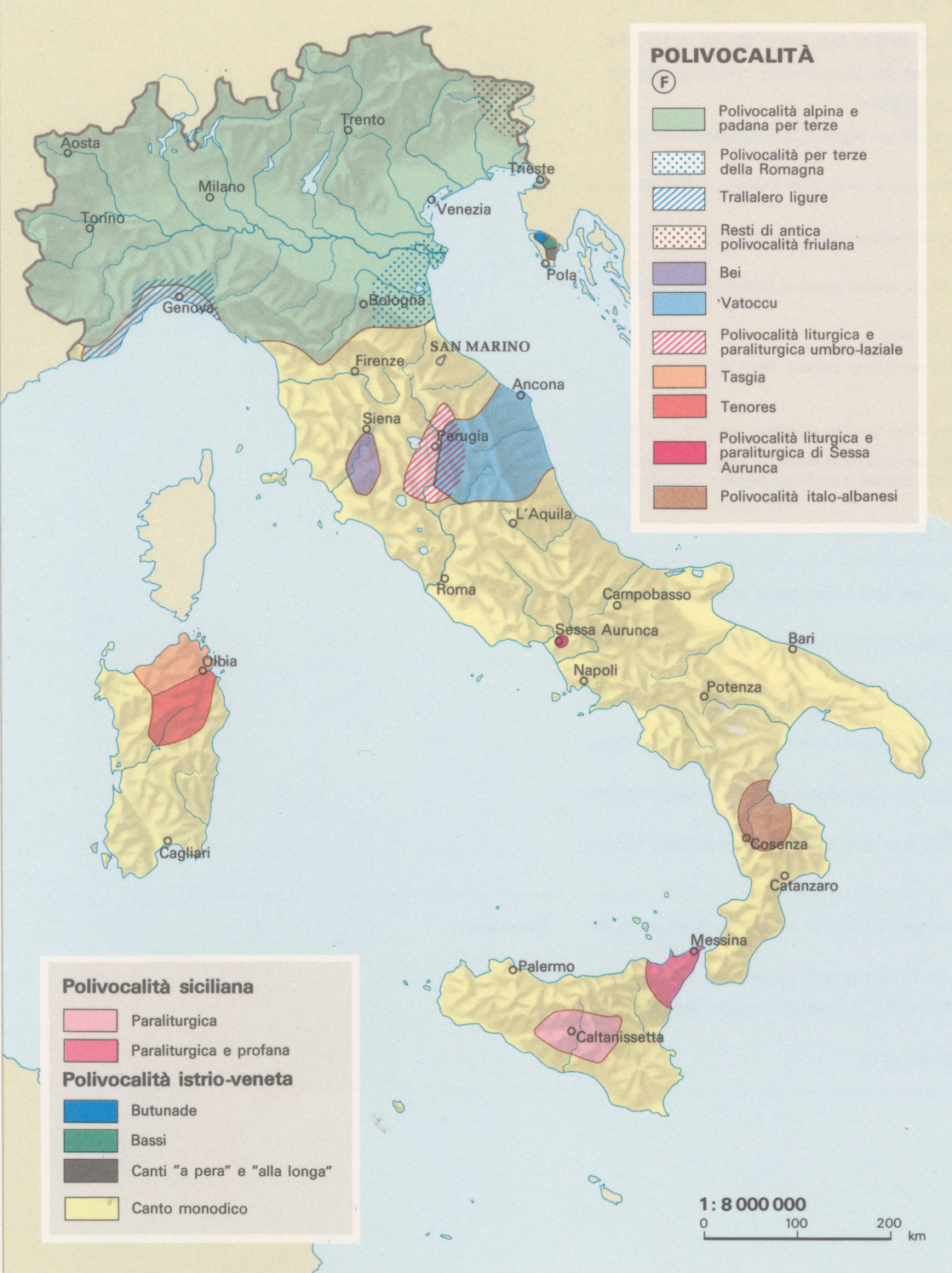
Mappa delle polivocalità tradizionali in Italia

Tasgia è un termine che sta ad indicare un sistema di canto polifonico diffuso principalmente in alta Gallura (Sardegna) fra i centri di Aggius, Bortigiadas (fino agli anni sessanta) e Tempio Pausania. Alcuni studiosi (Gavino Gabriel) ne rintracciano le origini nell'antica pratica del falso bordone.

## I cantori
Nella tasgia sono previsti quattro o più spesso cinque cantori, con la seguente suddivisione dal grave all'acuto:
- Bassu o Grossu
- Contra
- Bozi o Boci o Tenori
- Trippi
- Falsittu

## Caratteristiche
Essa si caratterizza nel vasto panorama della pratica corale diffusa nel resto della Sardegna per la totale mancanza del timbro laringale nell'emissione della voce, per gli interventi di tutto il coro con parti del testo e per la ricerca di un'estetica di fusione ed uniformità timbrica fra le voci.

C'è da precisare che, fino ai primi anni del Novecento le voci gravi, Contra e Grossu, mantenevano il timbro laringale al pari o anche più aspro che in altre mode di canto polivocale sardo (Tenore, Cuncordu, Cuntrattu, etc). In particolare i balli, nelle registrazioni di allora, sono spesso indistinguibili da esecuzioni a tenore di altre aree della Sardegna, segno evidente di una solida radice comune, differenziatasi in tempi recenti con le influenze del canto moderno e anche a causa di un forte utilizzo del canto a Tasgia nelle esecuzioni sacre, dove è necessario che tutti e quattro (o cinque) i cantori cantino "le parole" e non emettano i semplici "bom bom", come nel ballo.

Il repertorio è sia sacro che profano (serenate e canzoni a ballo). In base alla struttura ritmica del testo poetico da cantare, gli si assegna un determinato tipo di "moda", ossia di composizione musicale.